# Liste der Bischöfe von Görz
Die folgenden Personen waren Bischöfe, Fürstbischöfe und Erzbischöfe von Görz bzw. Gorizia - Gradisca:

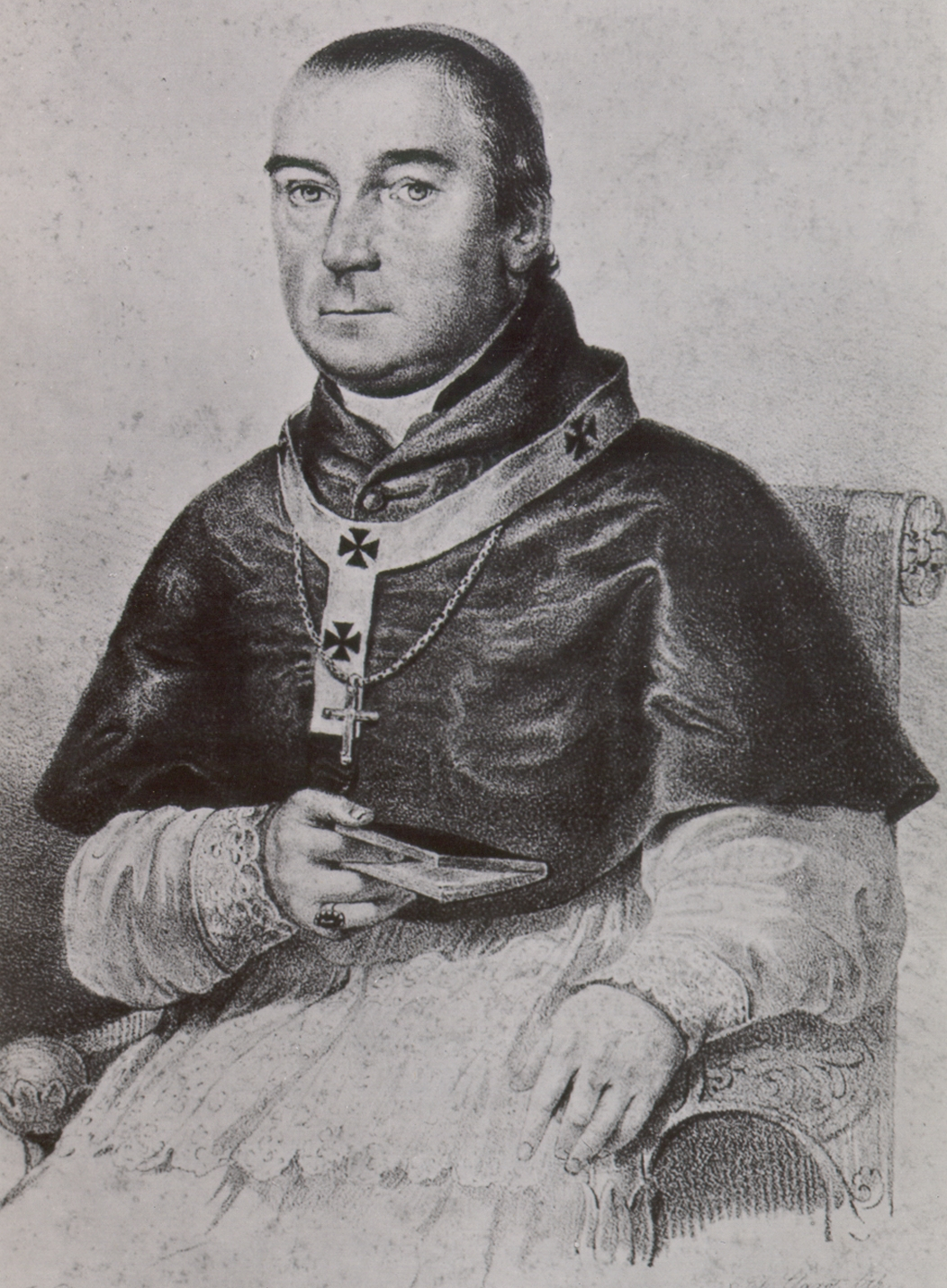
Franz Xaver Luschin

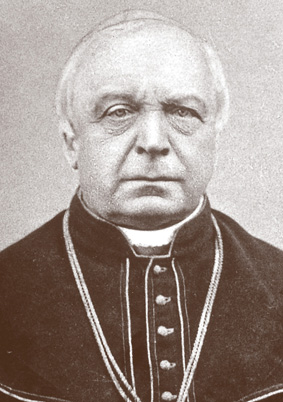
Andreas Gollmayr

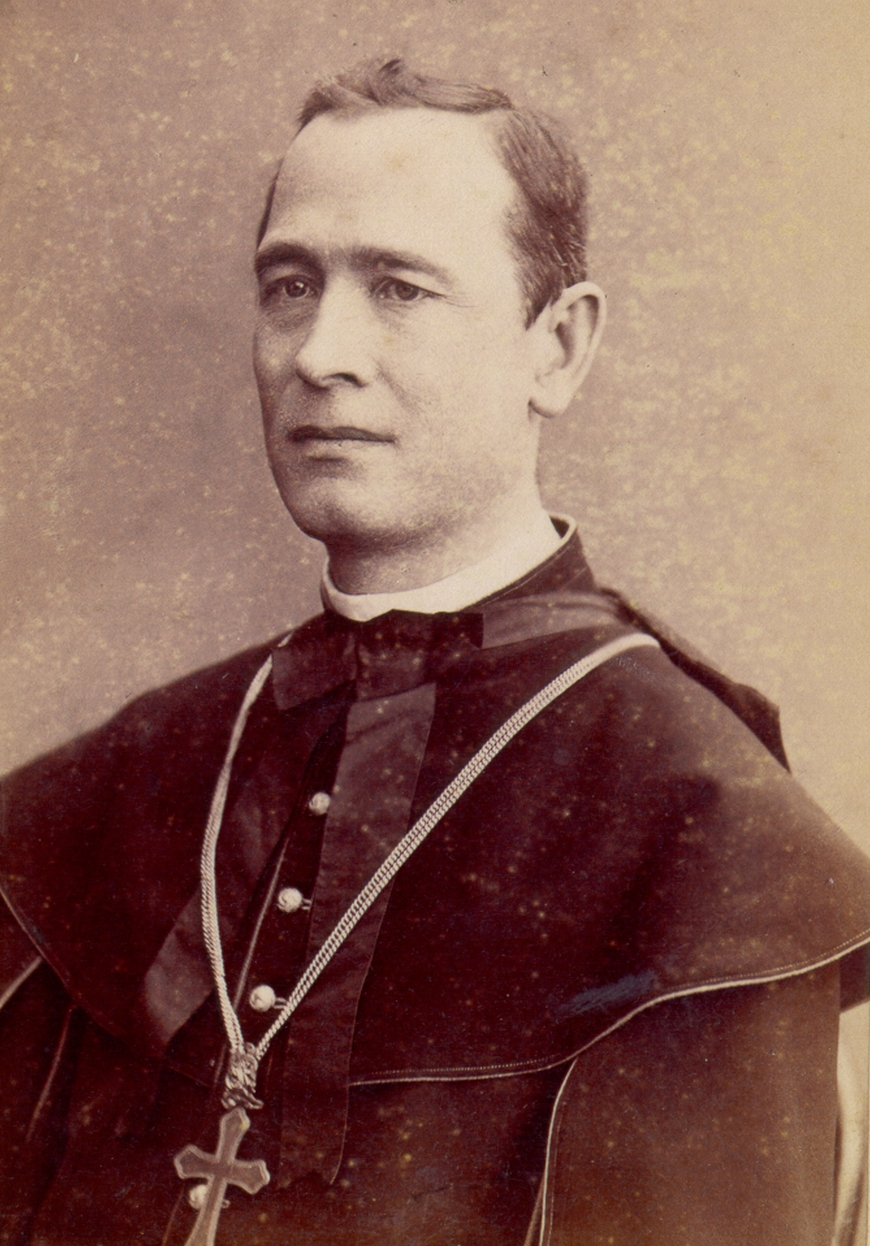
Jakob Missia

## Fürstbischöfe von Görz (seit 1766)
- Karl Michael von Attems (1752–1774)
- Rudolf Joseph von Edling (1774–1784)
- vakant, Bistum wurde 1788 abgeschafft und 1797 wieder errichtet

## Erzbischöfe von Görz-Gradisca
- Franz Philipp von Inzaghi (1791–1816)

## Erzbischöfe von Görz
- Joseph Walland (1830–1835)
- Franz Xaver Luschin (1835–1854)
- Andreas Gollmayr (1855–1883)
- Alois Zorn (1883–1897)
- Jakob Kardinal Missia (1898–1902)
- Andrea Jordán (1902–1905)
- Franz Borgia Sedej (1906–1931) (Bistumsgebiet fällt an Italien)
- vakant
- Carlo Margotti (1934–1951)
- Giacinto Giovanni Ambrosi (1951–1962)
- Andrea Pangrazio (1962–1967)
- Pietro Cocolin (1967–1982)
- Antonio Vitale Bommarco (1982–1999)
- Dino De Antoni (1999–2012)
- Carlo Roberto Maria Redaelli (seit 2012)